# Grzyby mszakolubne

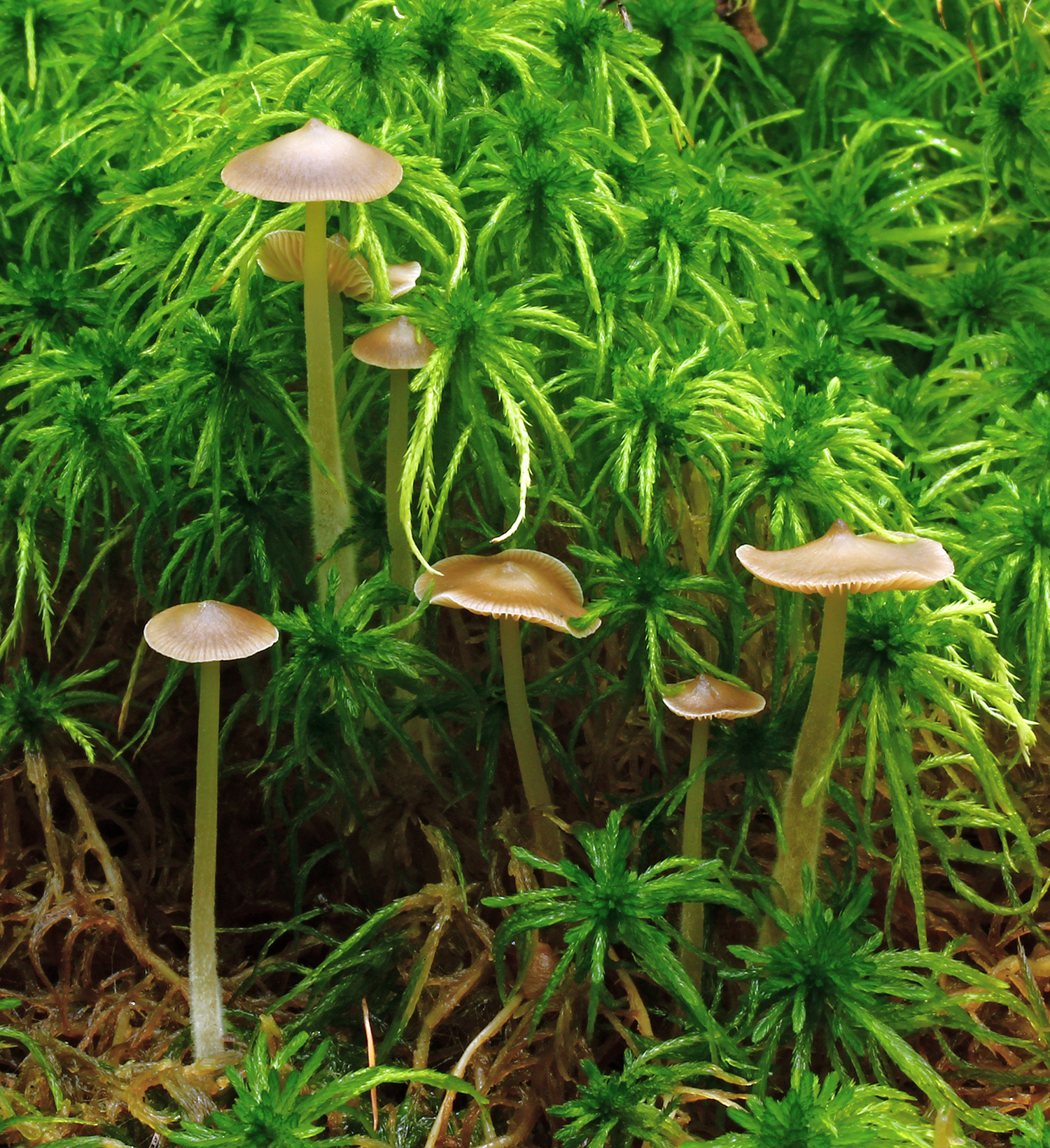
Kępkowiec torfowiskowy pasożytujący na torfowcu

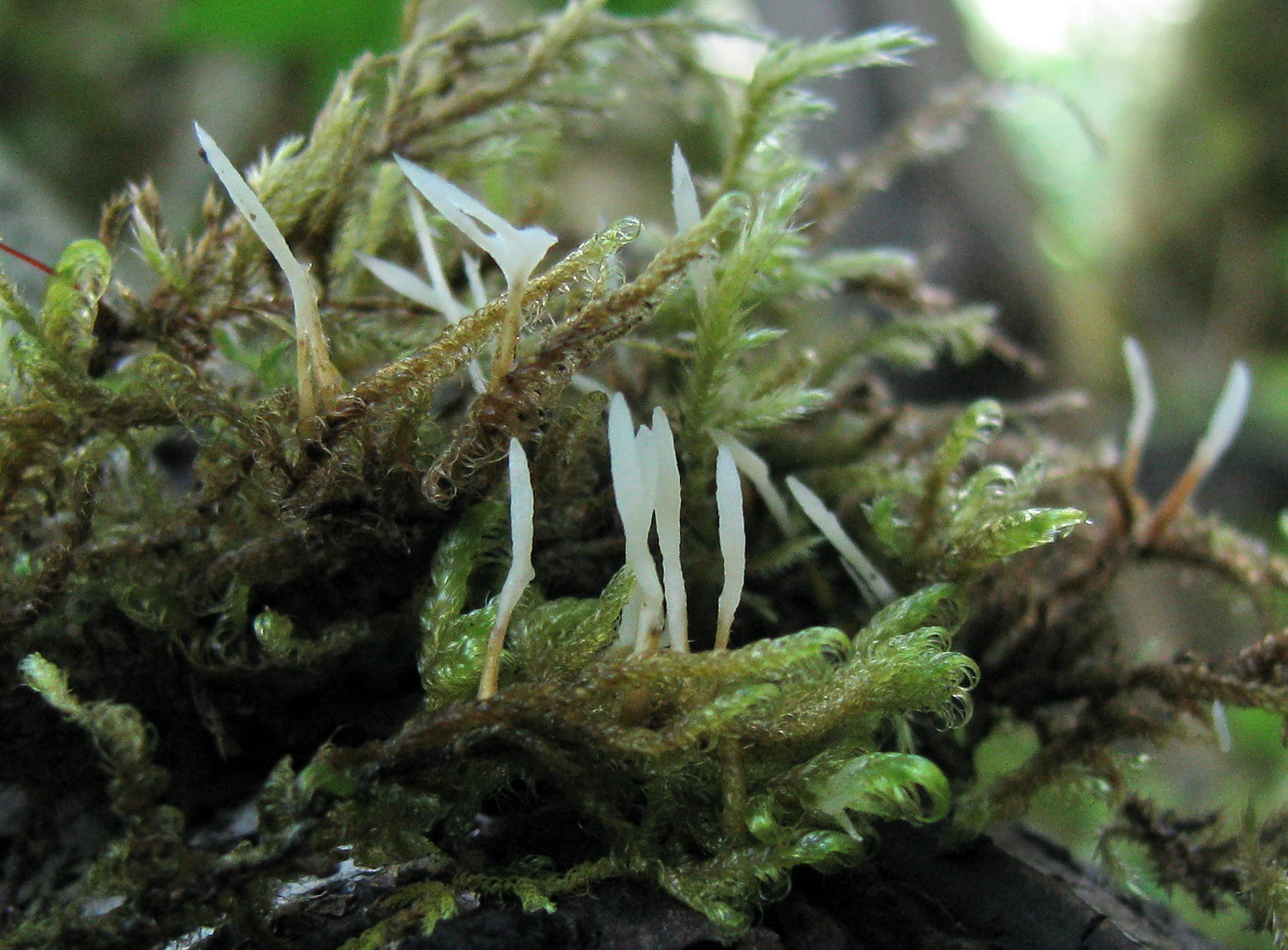
Owocniki goździolepka mchowego na mchach

Grzyby mszakolubne, grzyby briofilne (ang. bryophilous fungi) – grzyby związane z mchami (Bryophyta), rozwijające się na mchach lub w ich bezpośrednim otoczeniu. Znanych jest kilkaset gatunków takich grzybów. W zależności od gatunku mogą być saprotrofami, komensalami, pasożytami lub symbiontami mchów. Niektóre gatunki grzybów briofilnych są obligatoryjnie związane z mchami, tzn. poza nimi nie mogą żyć, inne fakultatywnie, tzn. że mogą żyć również w innych siedliskach. Większość to grzyby mikroskopijne, ale zdarzają się także grzyby wielkoowocnikowe, np. kępkowiec torfowiskowy (Sphagnurus paluster).

## Pasożytnictwo
Grzyby pasożytujące na mchach znajdują się wśród workowców (Ascomycota) i podstawczaków (Basidiomycota). Ich obecność na mchach objawia się występowaniem płatów obumarłych mchów o czarnej, brązowej lub żółtej barwie. W rejonach arktycznych takie obumarłe płaty często tworzą koncentryczne kręgi. Istnieją różne stopnie pasożytnictwa i nie wszystkie grzyby pasożytnicze zabijają swoich żywicieli. Zazwyczaj powodują tylko miejscowe uszkodzenia, nie wyrządzając mchom większych szkód.
Większość pasożytniczych grzybów briofilnych to polifagi, mogące rozwijać się na wielu gatunkach mchów, np. workowiec Octospora similis czy podstawczak goździolepek mchowy (Eocronartium muscicola), ale są też monofagi, żyjące tylko na określonych gatunkach mchów, np. Discinella schimperi pasożytujący tylko na torfowcu nastroszonym (Sphagnum squarrosum). Szczególnie dobrze zbadano grzyby pasożytujące na mchach z rodziny płonnikowatych (Polytrichaceae). W Polsce znanych jest kilkanaście takich gatunków grzybów, często wykazujących się dużą specjalizacją. Niektóre gatunki niszczą tylko plemnie, inne górne, boczne lub dolne części liści. Najczęściej zasiedlają górne części blaszek liściowych, gdzie rozwijają się w przestrzeniach międzylamellarnych lub niszczą komórki lamelli. Należą tu np. Epibryon interlamellare czy Bryorella compressa. Eocronartium muscicola infekuje tylko embrionalne sporofity, korzysta z ich substancji organicznych, zatrzymuje rozwój sporofitu i rośnie na jego miejscu. Ostatecznie zamiast dojrzałego sporofitu pojawia się przypominający łodygę owocnik grzyba. Spokrewnione z Eocronartium tropikalne gatunki z rodzaju Jola pasożytują także na sporofitach mchów, ale ich owocniki rozwijają się na torebkach zarodników mchu i nie niszczą całego sporofitu.
Pasożytnictwo nie zawsze jest oczywiste. Np. apotecja grzybów z rodzajów Lamprospora, Neottiellia, Octospora i Octosporella czasami pojawiają się na mchach, ale najczęściej na glebie w pobliżu mszaków. W rzeczywistości pasożytują one na mszakach poprzez niewidoczne gołym okiem chwytniki znajdujące się w glebie. Liczne inne gatunki grzybów żyją w towarzystwie mchów nie będąc ich pasożytami, ustalenie pasożytnictwa jest więc trudne, wymaga bowiem żmudnego, mikroskopowego badania podziemnych części mchów.

## Saprotrofizm
Niektóre grzyby mszakolubne wykorzystują substancje pokarmowe mszaków rozkładając ich martwe ciała. Należy do nich np. hełmówka jasnotrzonowa (Galerina stordalii). Ściany komórkowe mchów są trudne do rozłożenia, gdyż zawierają duże ilości polifenolowych, ligninopodobnych substancji, które są nie tylko nieprzyswajalne, ale wręcz toksyczne dla większości mikroorganizmów. Jednak niektóre grzyby potrafią to robić, w związku z tym odgrywają istotną rolę w rozkładzie obumarłych mszaków. Wykorzystują do tego takie enzymy jak amylazy, celulazy i polifenolooksydazy. Badania wykazały, że poszczególne gatunki grzybów wytwarzają tylko niektóre z tych enzymów, pełny rozkład ścian komórkowych mchów wymaga udziału kilku gatunków grzybów. Należą one do rzędu Loculoascomycetes.

## Komensalizm
Opisano niewiele tylko przypadków komensalizmu między grzybami i mchami. W 1972 roku H. Hahn i M. Bopp opisali substancję wytwarzaną przez Aspergillus niger, Alternaria solani i inny, niezidentyfikowany grzyb z rodzaju Alternaria, która wzmagała wzrost splątków i tworzenie się na nich gametoforów u mchu skrętek wilgociomierczy (Funaria hygrometrica). Inny, bliżej niezidentyfikowany grzyb, powoduje zwiększenie zakresu tolerancji pH mchu Brachythecium rutabulum, dzięki czemu mech ten w obecności grzyba może rosnąć przy znacznie szerszym zakresie pH. Nie udało się jednak stwierdzić, czy grzyb ten chemicznie zmodyfikował podłoże, czy też jego strzępki rosnące w komórkach mchu wytwarzają substancję zwiększająca tolerancję mchu na kwasowość podłoża. Są to przykłady na interakcje korzystną dla mchu i obojętną dla grzyba, czyli na komensalizm.

## Mykoryza
Odkryto sporadyczne przykłady mutualistycznej symbiozy między grzybami a mchami. Ponieważ mchy nie mają korzeni, lecz chwytniki, zjawisko to określa się terminem „mycorrhizoid”. W 1980 r. podano trzy przypadki takiej mykoryzy między grzybami z rodzaju Glomus a mchem Funaria hygrometrica. Glomus macrocarpum prawdopodobnie tworzy mykoryzopodobne związki m.in. z torfowcami (Sphagnum). Tworzy struktury podobne do arbuskuli w typowych przypadkach mykoryzy pęcherzykowato-arbuskularnej. Często związki grzybów z mchami nie są typową mykoryzą, ale mchy stwarzają grzybom odpowiednie warunki życiowe, zwłaszcza w zakresie wilgotności i temperatury. Z ewolucyjnego punktu widzenia symbiotyczne związki grzybów i wątrobowców są prawdopodobnie pionierskim etapem mykoryzy.

## Przystosowania
W budowie i fizjologii grzybów mszakolubnych jest wiele przystosowań do współżycia z mchami. Ponieważ mchy to drobne organizmy, więc współżyjące z nimi grzyby są również drobne. Epibryon endocarpum tworzy owocniki o średnicy zaledwie 25−35 μm, a współżyjące z wątrobowcami grzyby Bryochiton monascus i Bryochiton perpusillus o średnicy 50 μm żyją w pojedynczych komórkach wątrobowca Plagiochila asplenioides. Epibryon leucobryi tworzy owocniki wewnątrz komórek mchów z rodzaju bielistka (Lecobryum). Ułatwia mu to gąbczasta, trójwarstwowa struktura listków. Didymella hepaticarum tworzy owocniki na powierzchni wątrobowców w postaci drobnych, czarnych plamek.